# Kameroenkamzwaluw
De kameroenkamzwaluw (Psalidoprocne fuliginosa) is een zangvogel uit de familie Hirundinidae (zwaluwen).

## Verspreiding en leefgebied
Deze soort komt voor in westelijk Kameroen en op Bioko.

## Status
De grootte van de populatie is niet gekwantificeerd maar de soort wordt omschreven als algemeen in tenminste een deel van zijn verspreidingsgebied. Op de Rode lijst van de IUCN heeft deze soort de status niet bedreigd.